# Kriegergedächtniskapelle Giesenkirchen

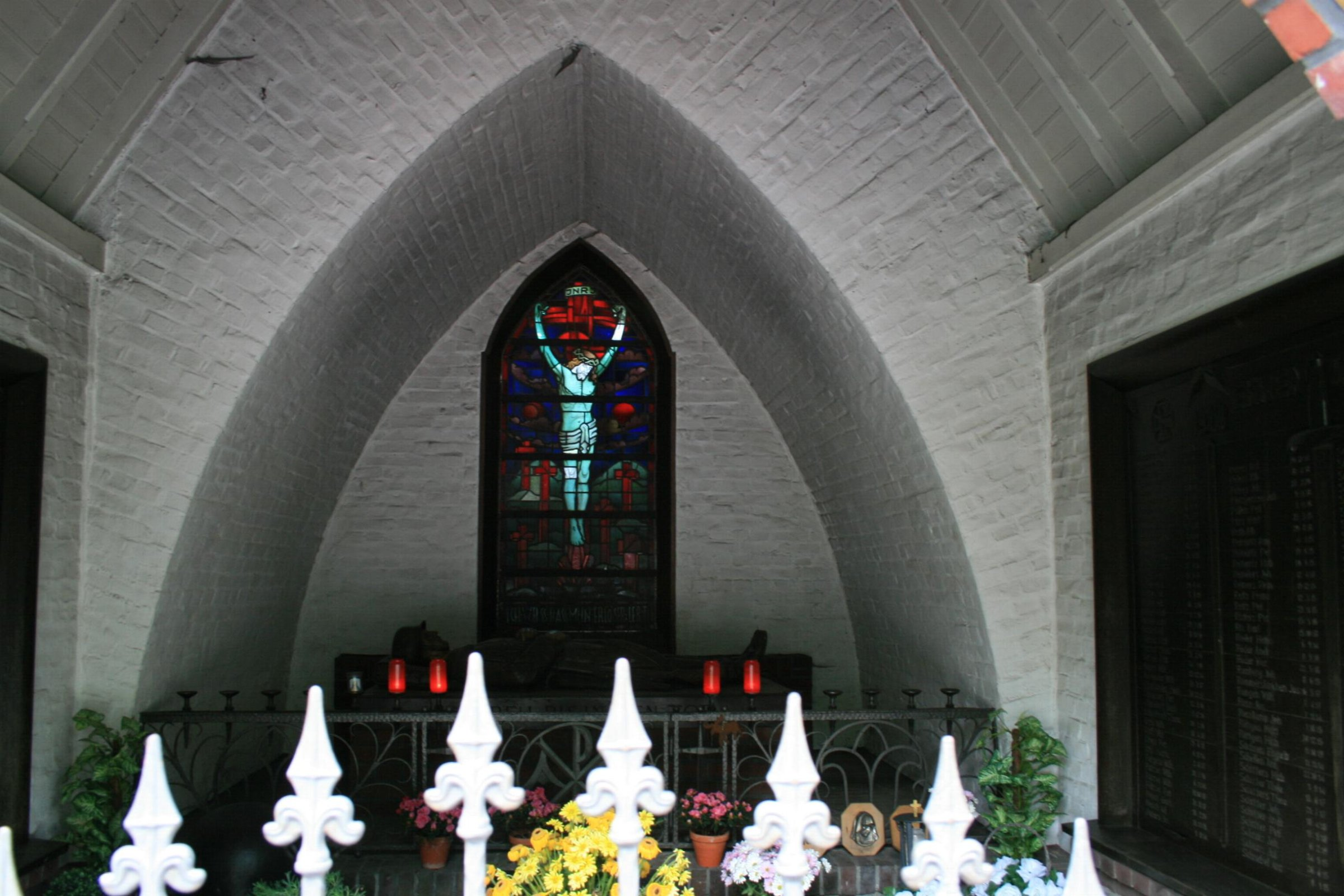
Kriegergedächtniskapelle (2010)

Die Kriegergedächtniskapelle Giesenkirchen steht im Stadtteil Giesenkirchen in Mönchengladbach (Nordrhein-Westfalen), Nellessenweg 80.
Das Gebäude wurde 1929/1930 erbaut. Es wurde unter Nr. N 022 am 20. November 2006 in die Denkmalliste der Stadt Mönchengladbach eingetragen.

## Lage
Die Kapelle liegt im Nordwesten des Giesenkirchener Friedhofs in Nähe der Zoppenbroicher und Kleinenbroicher Straße.

## Architektur
Bei der Kapelle handelt es sich um einen kleinen, auf rechteckigem Grundriss aus blauroten Ziegelsteinen in expressionistischer Formensprache und unter Schieferdach in altdeutscher Deckart errichteten Baukörper. Der Zugang erfolgt durch eine spitzbogige, mit einem geschwungenen Gitter nachträglich verschlossene Öffnung in der südlichen Giebelwand. Gerahmt wird die Öffnung durch gequaderte Lisenen, die um die Gebäudeecken geführt sind.
Das gestuft über der Öffnung ansteigende Giebelfeld wird von einem vertieft liegenden Kreuz geprägt. Der vordere, bis unter das Dachgebälk offene Kapellenraum ist als Betraum gedacht. Links und rechts sind Holztafeln mit den 301 Namen der gefallenen und vermissten Soldaten aus Giesenkirchen angebracht. Sie wurden durch den örtlichen Bildhauer Walter Cleef angefertigt. Ein weiterer Bogen mit Gitter aus der Werkstatt der Gebrüder Esser aus Giesenkirchen trennt den vorderen Betraum vom hinteren, spitzbogig gewölbten Kapellenraum, in dem eine aus Lindenholz gefertigte Liegefigur eines Soldaten (mit Stahlhelm und Gewehr), dessen Kopf auf einem Tornister ruht, des Düsseldorfer Bildhauers Josef Schneiders aufgebahrt ist. Die Umschrift der Liegeplatte lautet: GETREU BIS IN DEN TOD.
Das rückwärtige Fenster besitzt eine sich der spitzbogigen Raumform einfügende Kunstverglasung aus der Werkstätte Derix in Kevelaer. Sie ist signiert mit W. DERIX. Dargestellt ist der Gekreuzigte inmitten von Kriegergräbern mit der Unterschrift: ICH WEISS DASS MEIN ERLÖSER LEBT.
Die Beauftragung der Firma Derix hat sich in Firmenunterlagen (Auftragsbuch, 24. Oktober 1928, S. 300) bestätigen lassen. Die Kosten der Kunstverglasung lagen damals bei 490,- Reichsmark. Vor der Kapelle liegt der von einer niedrigen Ziegelsteinmauer umgebene Kriegsgräberfriedhof. Inschrifttafeln mit den Namen und Lebensdaten der vorwiegend im Ersten Weltkrieg gefallenen Bestatteten sind in zurückliegenden und von Lisenen gerahmten Wandfeldern der Begrenzungsmauer angebracht. Vor den flankierenden Seitenmauern sind weitere Grabstätten mit blockhaften Inschriftsteinen des Zweiten Weltkriegs angeordnet. Der Vorplatz ist – etwa in Breite der Kapelle – mit neuen Ziegelsteinen in fischgrätförmiger Verlegung – sowie wassergebundenen Flächen vor den Grabstätten – befestigt und gärtnerisch gestaltet.
Das Objekt ist bedeutend für die Geschichte des Menschen und für Städte und Siedlungen. Für seine Erhaltung und Nutzung liegen wissenschaftliche, insbesondere architekturgeschichtliche und ortsgeschichtliche Gründe vor. Das Objekt ist als Baudenkmal schützenswert.